# Нортлейк (Техас)
Нортлейк (англ. Northlake) — місто (англ. town) в США, в окрузі Дентон штату Техас. Населення — 5201 особа (2020).

## Географія
Нортлейк розташований за координатами 33°4′26″ пн. ш. 97°15′23″ зх. д. / 33.07389° пн. ш. 97.25639° зх. д. (33.073841, -97.256289).  За даними Бюро перепису населення США в 2010 році місто мало площу 44,04 км², з яких 43,79 км² — суходіл та 0,25 км² — водойми.

## Демографія
Згідно з переписом 2010 року, у місті мешкали 1724 особи в 756 домогосподарствах у складі 437 родин. Густота населення становила 39 осіб/км².  Було 989 помешкань (22/км²).
Расовий склад населення:
| - 84,5 % — білих - 4,9 % — чорних або афроамериканців - 2,1 % — азіатів - 1,2 % — корінних американців - 0,2 % — вихідців з тихоокеанських островів - 4,9 % — осіб інших рас |

До двох чи більше рас належало 2,3 %. Частка іспаномовних становила 11,7 % від усіх жителів.
За віковим діапазоном населення розподілялося таким чином: 24,5 % — особи молодші 18 років, 70,8 % — особи у віці 18—64 років, 4,7 % — особи у віці 65 років та старші. Медіана віку мешканця становила 31,6 року. На 100 осіб жіночої статі у місті припадало 99,8 чоловіків;  на 100 жінок у віці від 18 років та старших — 101,1 чоловіків також старших 18 років.
Середній дохід на одне домашнє господарство  становив 76 930 доларів США (медіана — 58 583), а середній дохід на одну сім'ю — 90 529 доларів (медіана — 67 083). Медіана доходів становила 48 720 доларів для чоловіків та 35 074 долари для жінок. За межею бідності перебувало 5,5 % осіб, у тому числі 6,5 % дітей у віці до 18 років та 0,0 % осіб у віці 65 років та старших.
Цивільне працевлаштоване населення становило 1599 осіб. Основні галузі зайнятості: освіта, охорона здоров'я та соціальна допомога — 19,2 %, фінанси, страхування та нерухомість — 16,4 %, транспорт — 11,6 %, роздрібна торгівля — 11,4 %.